# Eronia cleodora
Eronia cleodora is een vlindersoort uit de familie van de Pieridae (witjes), onderfamilie Pierinae.
Het mannetje heeft een spanwijdte van 45 tot 60 millimeter, het vrouwtje is iets groter met 50 tot 62 millimeter. De bovenzijde van de vleugels is wit met een brede zwarte rand. De onderzijde van de achtervleugel heeft het patroon van een dood blaadje met een gele kleuring.
Als waardplant wordt Capparis fascicularis gebruikt.
De soort komt voor in het Afrotropisch gebied.
Eronia cleodora werd in 1823 beschreven door Hübner.